# Alberto S. Santos
Alberto Fernando da Silva Santos (Paço de Sousa,  6 de março de 1967) é um escritor, advogado, conferencista e político português licenciado em Direito pela Universidade Católica Portuguesa.
É advogado desde 1991, tendo interrompido a profissão entre 2002 e 2013, por ter sido eleito para a Presidência da Câmara Municipal de Penafiel, em Dezembro de 2001, cargo em que foi reeleito em Outubro de 2005 e em Outubro de 2009, tendo exercido a presidência até 2013,, entre 2015 e 2018, quando foi administrador da APDL – Administração dos Portos do Douro, Leixões e Viana do Castelo , e em 13 de fevereiro de 2025, quando tomou posse como Secretário de Estado da Cultura, no XXIV Governo Constitucional.
Preside atualmente à Assembleia Municipal de Penafiel.
Foi até fevereiro de 2025 o Comissário Cultural do Festival Literário “Escritaria”, Membro da Comissão de Ética do Instituto Politécnico de Saúde do Norte e do Instituto Universitário de Ciências da Saúde (Cespu) e Provedor do Estudante da Instituto Politécnico de Saúde do Norte (Cespu) - Escola Superior de Saúde do Vale do Sousa. 
Como escritor, afirmou-se essencialmente na ficção histórica, criada a partir de marcantes acontecimentos reais, mas pouco conhecidos do grande público. Publicou os romances “A Escrava de Córdova” (Porto Editora, 2008), “A Profecia de Istambul” (Porto Editora, 2010), “O Segredo de Compostela” (Porto Editora, 2013), “Para lá de Bagdad” (Porto de Editora, 2016), “Amantes de Buenos Aires” (Porto Editora, 2019) e “A Senhora das Índias” (Porto Editora, 2024). É também autor da coletânea de contos “A Arte de Caçar Destinos” (Porto Editora, 2017) e participou na série de contos de autores lusófonos “Roça Língua” (Editorial Novembro, 2014). 
Participou em vários Festivais Literários, tais como "Correntes d’Escritas" (Póvoa de Varzim), "Lev - Literatura em Movimento" (Matosinhos), "Escritaria" (Penafiel), "Tinto no Branco" (Viseu), "Húmus" (Guimarães), "Viagem Literária" (Porto Editora, Braga), "Encontro Mundial da Invenção Literária" (São Paulo, Brasil).
Foi ainda Presidente da Associação Ibérica de Municípios Ribeirinhos do Douro, da Comunidade Intermunicipal do Tâmega e Sousa, da Associação de Municípios do Vale Sousa, da Comunidade Urbana do Vale do Sousa, e foi administrador da SimDouro - Saneamento do Grande Porto, S.A.
Em 13 de fevereiro de 2025, tomou posse como Secretário de Estado da Cultura do XXIV Constitucional, cargo em que foi reconduzido, em 6 de junho de 2025, no XXV Governo Constitucional.

## Obras
- A Escrava de Córdova, 2009;
- A Profecia de Istambul, 2010;
- O Segredo de Compostela, 2013;
- Roça Língua, 2014 (participação);
- Para lá de Bagdad, 2016;
- A Arte de Caçar Destinos, 2017;
- Amantes de Buenos Aires, 2019; e
- A Senhora das Índias, 2024[26].